# 霍林 (密蘇里州)
霍林（英語：Horine）是位於美國密蘇里州傑佛遜縣的普查規定居民點。

## 歷史
霍林的郵局於1862年設立，其後於1942年停運。

## 人口
根據2020年美國人口普查的數據，霍林的面積為1.86平方千米，當中陸地面積為1.85平方千米，而水域面積為0.01平方千米。當地共有人口657人，而人口密度為每平方千米353.23人。